# Galanthus elwesii
Il bucaneve gigante (Galanthus elwesii Hook.f) è una pianta bulbosa della famiglia delle Amaryllidaceae.

## Galleria d'immagini

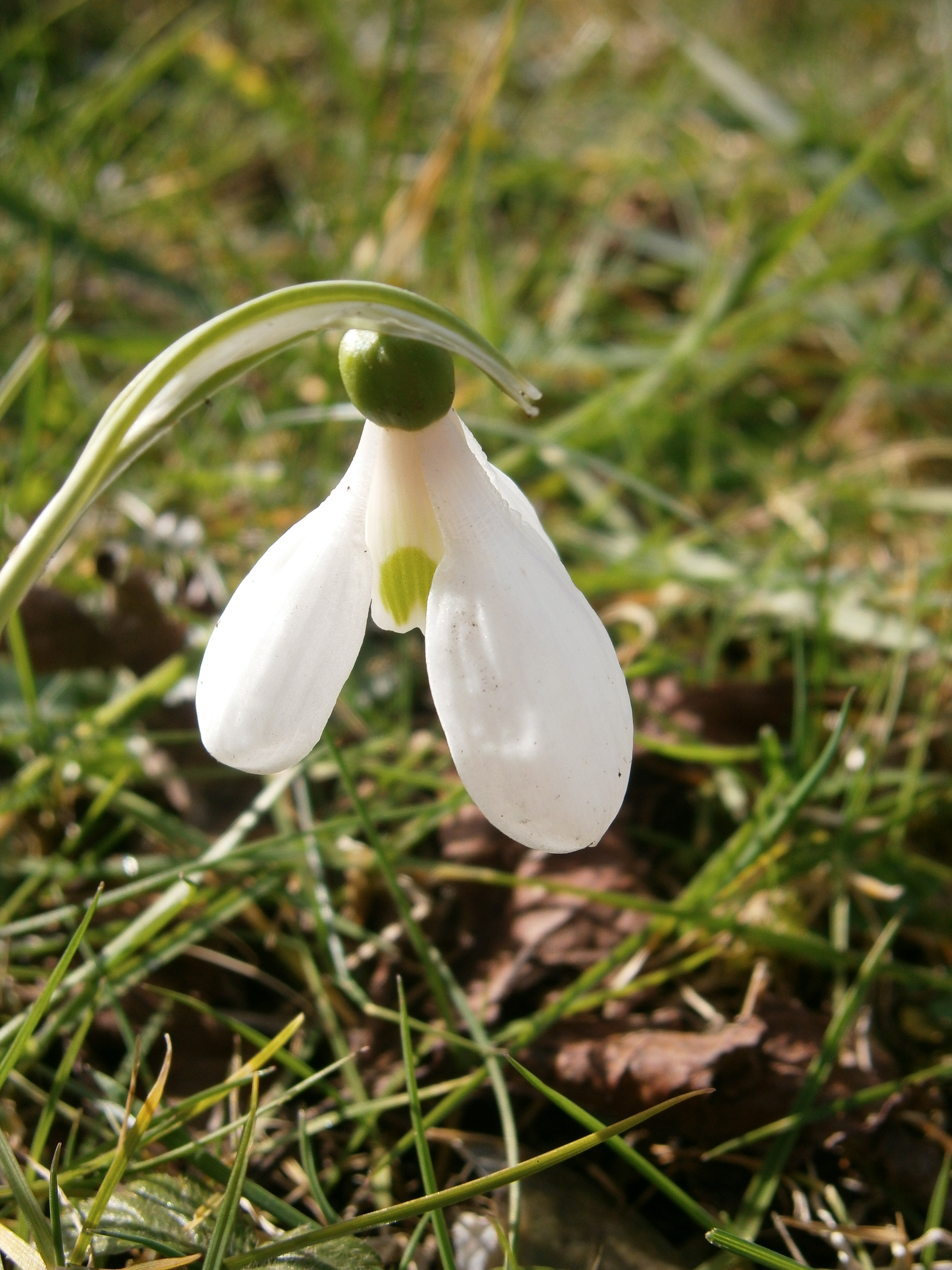
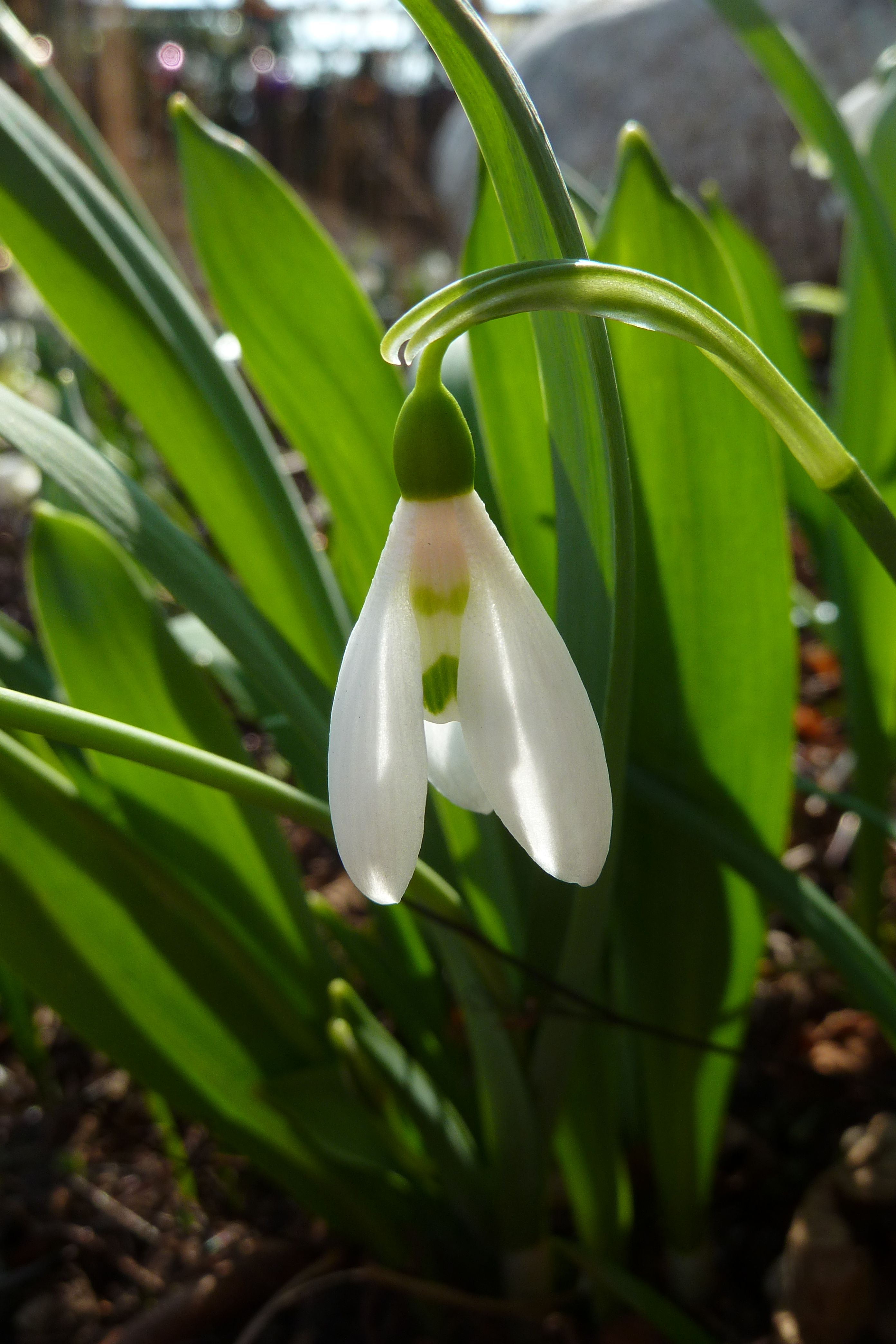
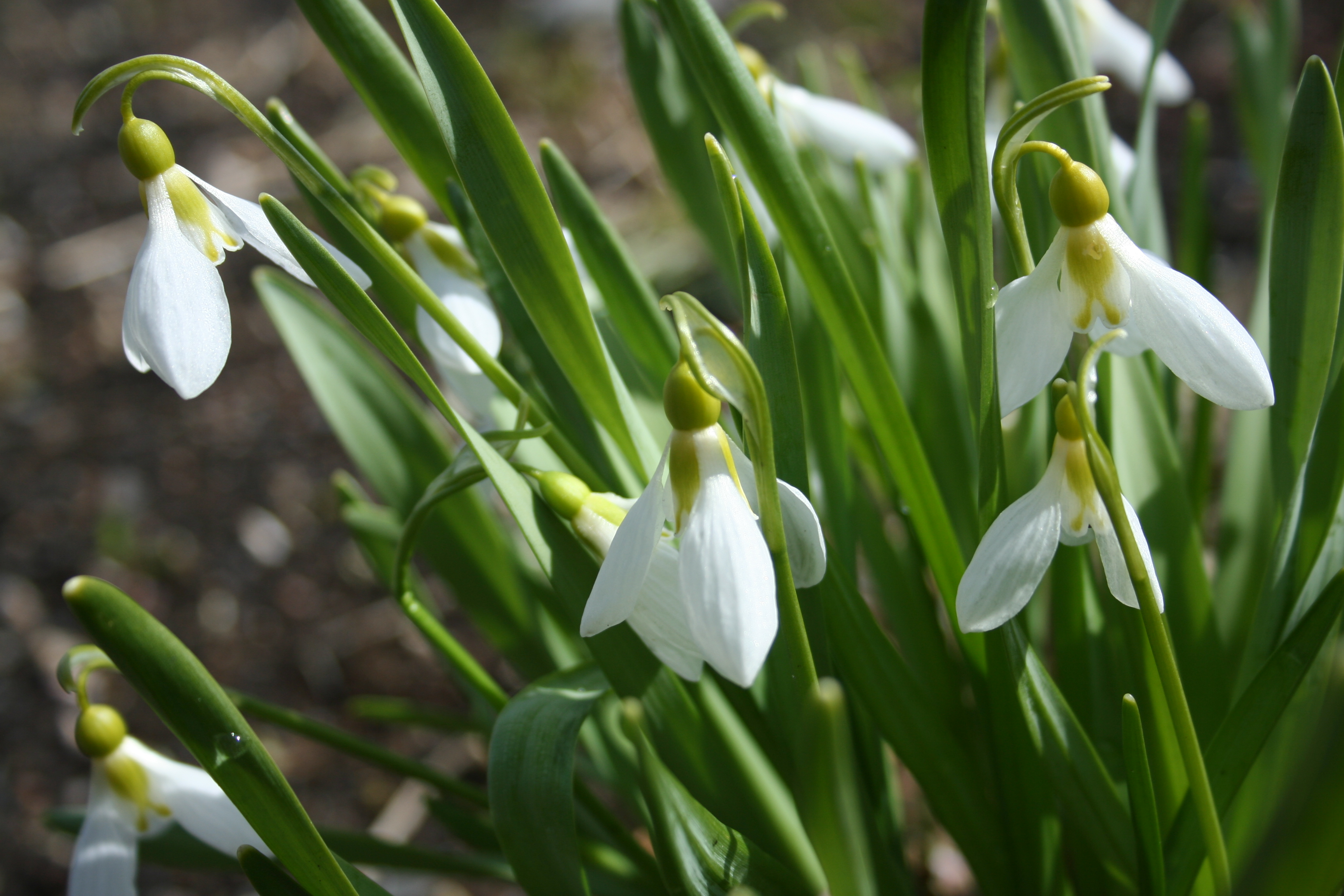